# Neun Bogen
| V30 |

| G24 |

| N14 |

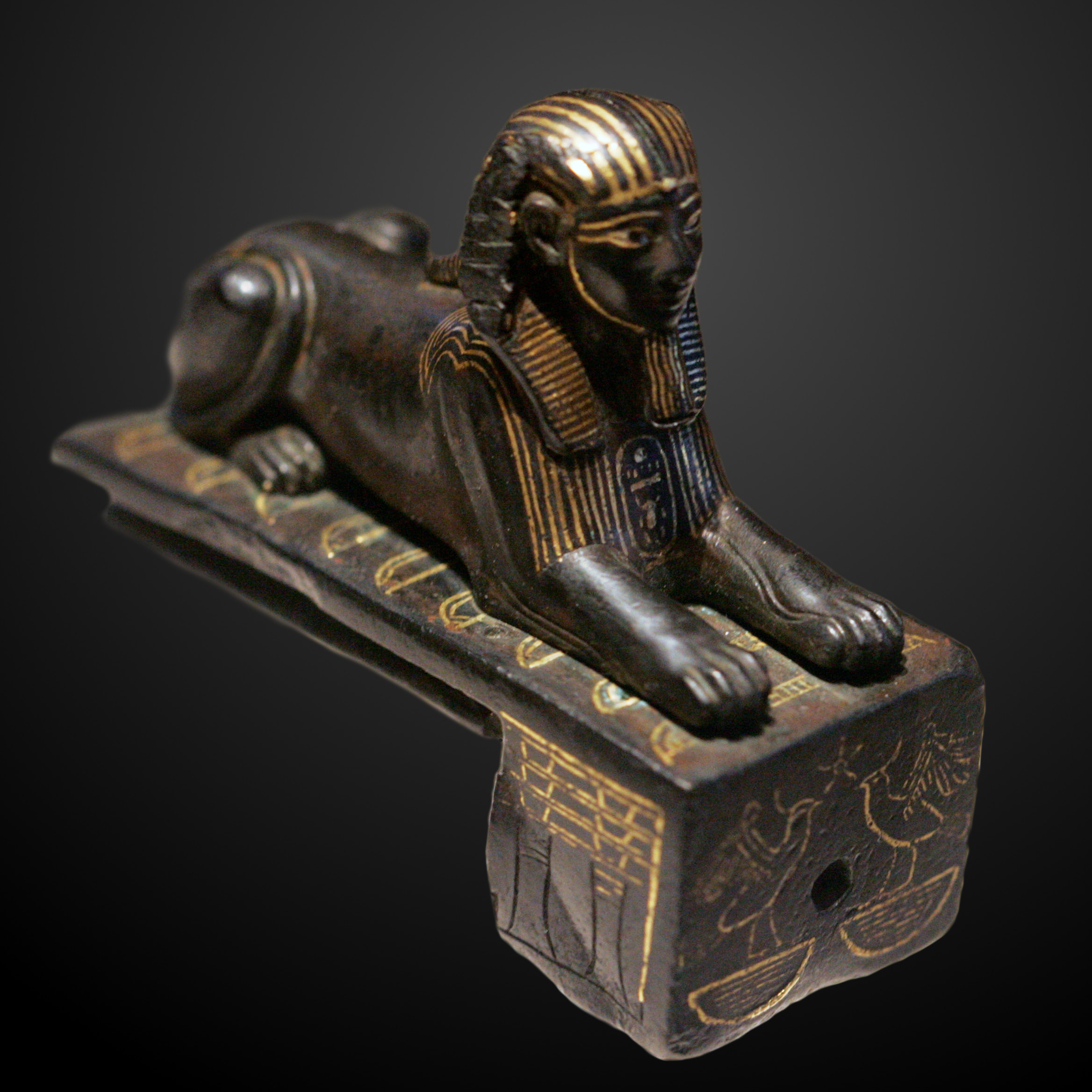
Sphinx-Statuette von Thutmosis III mit dem Pharao auf den Neun Bogen liegend. Vorderseite der Statuette: Alle Völker preisen [den Pharao] als Rebus.
Korb – Alle, Rechit-Vogel – Völker,
Stern -preisen. Seitenflächen: Djed-Pfeiler als Symbol der Dominanz.

Neun Bogen, auch Neunbogen oder Neunbogenvölker, war im Alten Ägypten ein Ausdruck für die Feinde Ägyptens. Die zu den Neun Bogen gezählten Völker wechselten ständig, je nachdem, wer von den Ägyptern im jeweiligen Zeitraum gerade als Feind angesehen wurde. Eine genaue Auflistung der Neun Bogen-Völker ist bislang nicht bekannt. Auf Darstellungen aus verschiedenen Epochen unterscheiden sich die Neun Bogen durch ihre Kleidung, da in jeder Epoche unterschiedliche Völker die Feinde Ägyptens waren. Vornehmlich wurden damit jedoch im Allgemeinen Vorderasiaten oder Nubier bezeichnet.

## Darstellungen
Darstellungen der Neun Bogen finden sich häufig auf Möbelstücken, wie beispielsweise königliche Fußschemel oder Thronpodeste. Dies als Symbol dafür, dass der König (Pharao) seine Feinde symbolisch „mit den Füßen zertrat“.

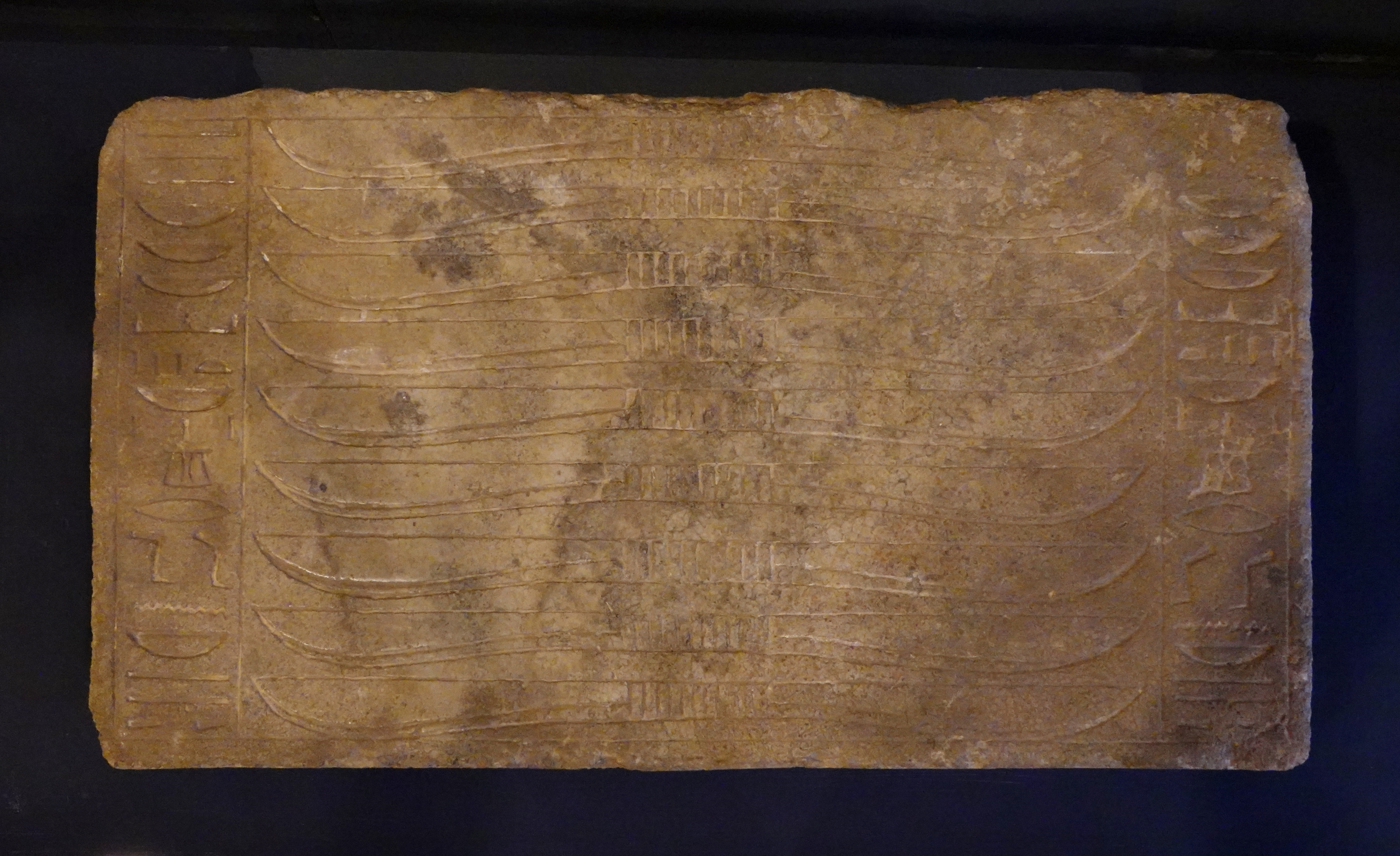
Basis mit der Darstellung der Neun Bogen aus Karnak
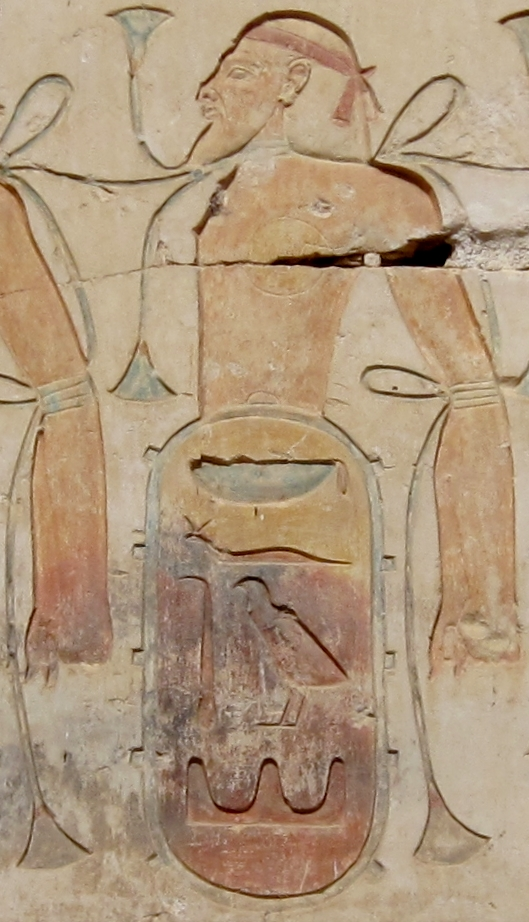
Gefangengenommener Kaphtor; (Besiegte Völker, Tempel des Ramses II. von Abydos, 19. Dynastie)
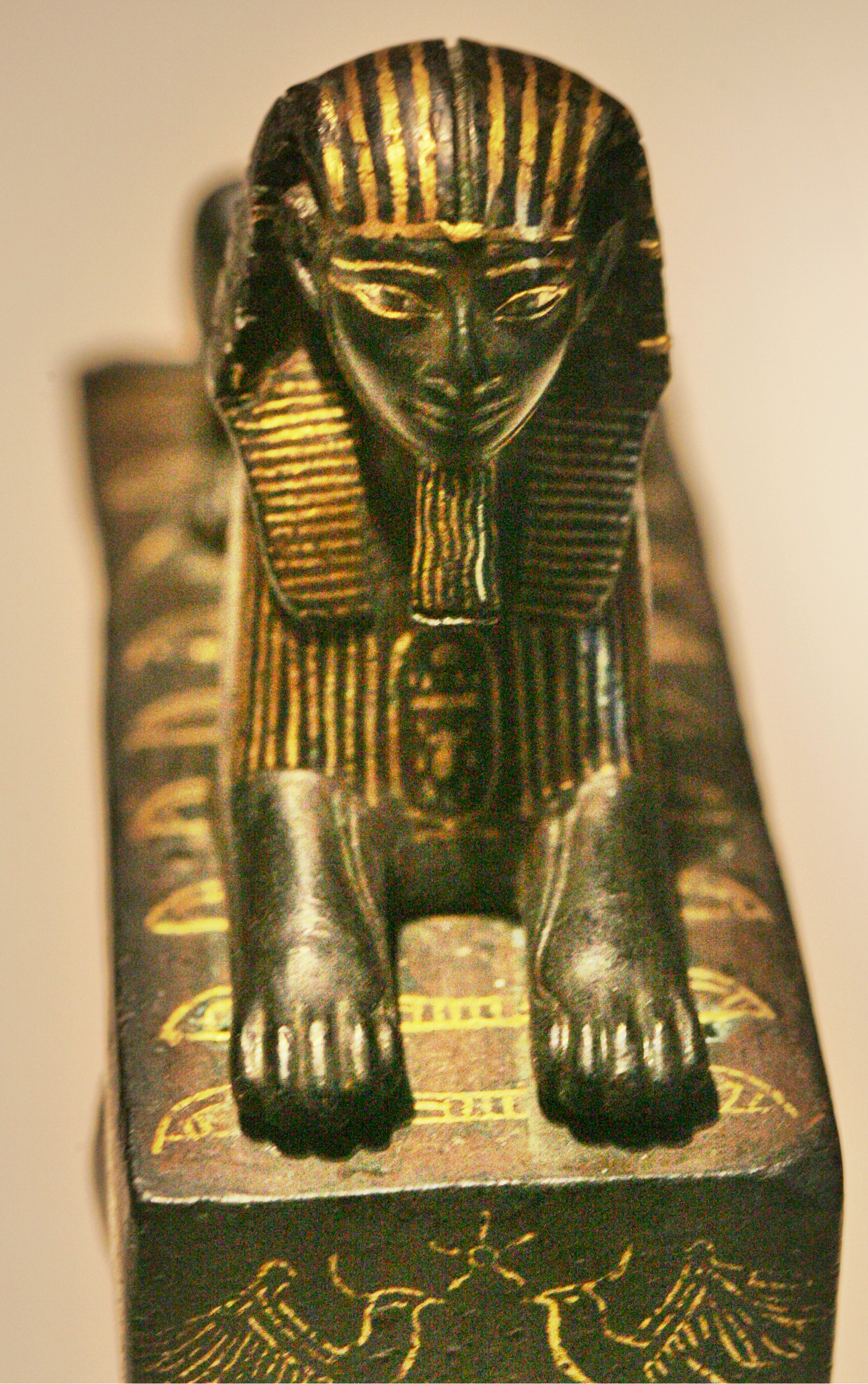
Sphinx-Statuette von Thutmosis III.
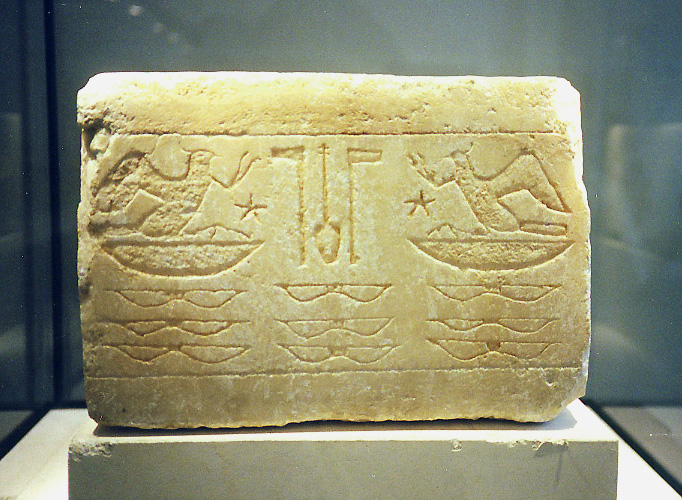
Sockel einer Statue von Nektanebos II. (30. Dynastie) Alle Völker preisen den „vollkommenen Gott“ („Netscher-nefer“ / Nṯr-nfr)
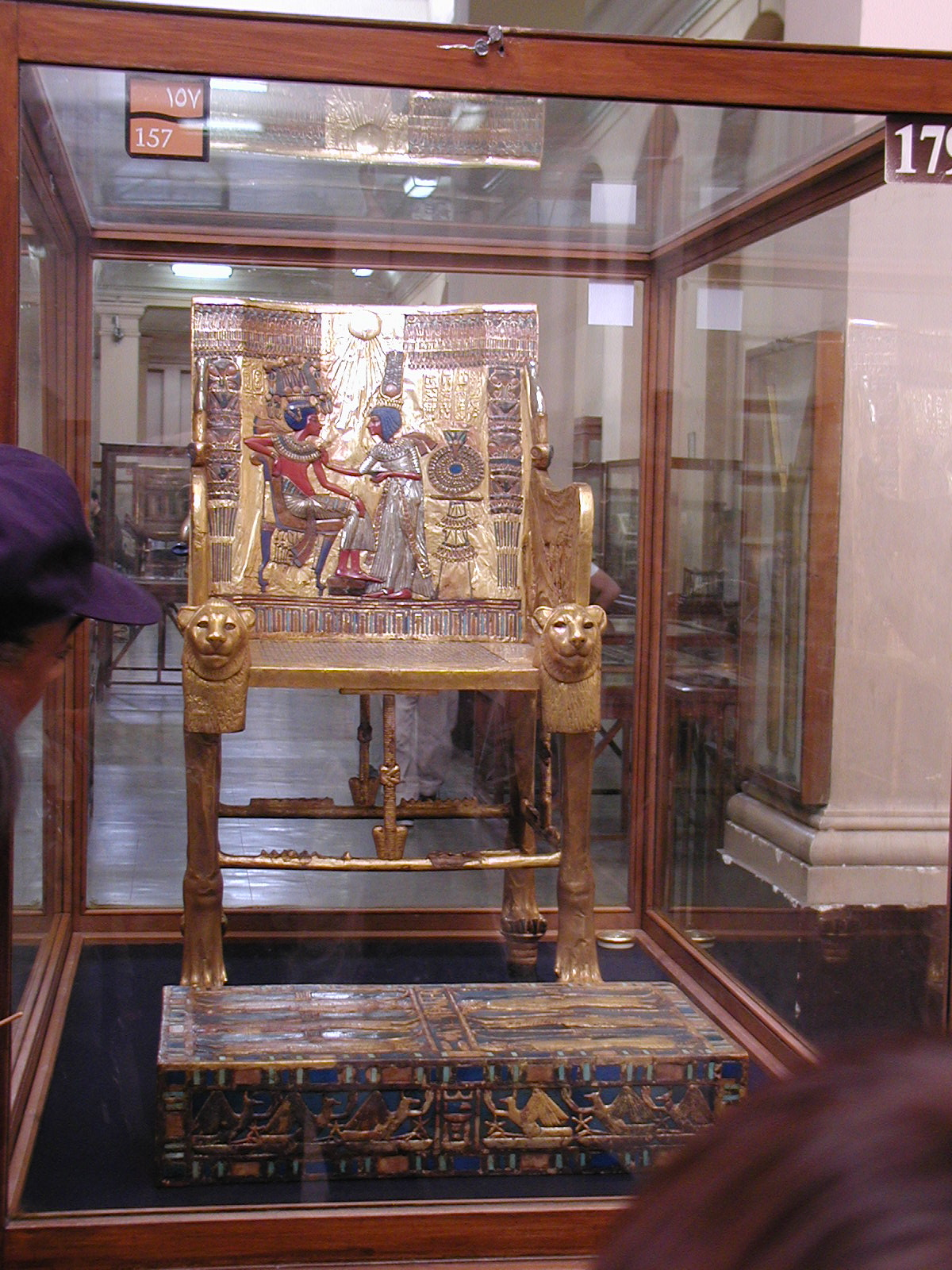
Goldener Thron des Tutanchamun mit zugehörigem Podest: gefesselte Gefangene. Vorderseite: Rechit-Vogel.

### Pharaoh Djoser
Eine sitzende Statue von Pharao Djoser (3. Dynastie, Altes Reich) enthält eine der frühesten Darstellungen der Neun Bogen. Djosers Füße stehen auf den Neun Bogen. Der Rechit-Vogel hat in der Ikonographie oft die Bedeutung „Alle Völker preisen […]“.

### Grab des Tutanchamun

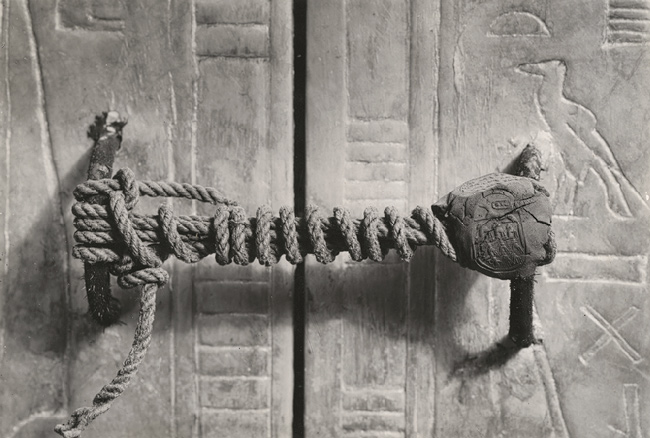
Geknotetes Seil mit Lehmsiegel vom dritten, inneren Schrein aus dem Grab Tutanchamuns

Im Grab des Tutanchamun fanden sich auf verschiedenen Objekten Darstellungen der Neun Bogen. Zu den bekanntesten zählen beispielsweise die Siegel der thebanischen Nekropole in Grab KV62: Dieses Siegel zeigte den Totengott Anubis in seiner Gestalt als Schakal auf den Neun Bogen liegend, was die Dominanz des Gottes über die Feinde Ägyptens symbolisiert. Mehrere dieser Siegel waren an dem mit Lehm verputzten Grabeingang angebracht, ein weiteres versiegelte ein geknotetes Seil, das den zweiten inneren Schrein in der Grabkammer verschloss. Letzteres enthält das Siegel der Nekropole auf der Vorderseite des Lehmsiegels, während auf der Oberseite die Namenskartusche Tutanchamuns zu finden ist. Das Siegel der „Totenstadt“ war ein Zeichen für die Unversehrtheit eines Grabes, das die verantwortlichen Aufseher der Nekropole angebracht hatten. Allerdings wurde dieses Siegel von den Verantwortlichen auch nach einer Grabplünderung angebracht, wenn es neu verschlossen wurde.
Neben den Siegeln und Möbelstücken, die das „Zertreten der Feinde“ symbolisieren, fanden sich im Grabschatz des Tutanchamun mehrere Sandalen mit Abbildungen von Gefangenen mit derselben Bedeutung.